# Benjamin de Oliveira (político)
Benjamin de Oliveira (Planalto, 7 de Fevereiro de 1973), é médico e político brasileiro, filiado ao União Brasil (UNIÃO).
Assumiu como Deputado Federal do Maranhão, após o Deputado: Juscelino Filho (UNIÃO), foi nomeado como Ministro das Comunicações. É o atual prefeito de Açailândia.

## Biografia
Dr. Benjamin começou sua carreira política ao se candidatar à Prefeitura de Açailândia nas eleições de 2016, onde obteve 19.673 votos, correspondendo a 34,04% dos votos válidos, mas não foi eleito.  
Em 2020, ele concorreu novamente ao cargo de prefeito e alcançou 21.300 votos, o que representou 40,53% dos votos, mas ainda assim não conseguiu se eleger.
Nas eleições de 2022, Dr. Benjamin se lançou como candidato a deputado federal e conquistou a primeira suplência pelo partido União Brasil no Maranhão. Com a nomeação do deputado Juscelino Filho para o Ministério das Comunicações, Dr. Benjamin foi efetivado como Deputado Federal.
Em 2024, Dr. Benjamin se candidatou novamente à Prefeitura de Açailândia e foi eleito com um total de 26.269 votos. 